# جوزي مايلز
جوزي مايلز (بالإنجليزية: Josie Miles)‏ هي مغنية أمريكية، ولدت في 1900 في سامرفيل في الولايات المتحدة، وتوفيت في القرن العشرين.

## وصلات خارجية
- جوزي مايلز على موقع ميوزك برينز (الإنجليزية)